# Pareuxoina
Pareuxoina là một chi bướm đêm thuộc họ Noctuidae.